# Phosphorus, Sulfur, and Silicon and the Related Elements
Phosphorus, Sulfur, and Silicon and the Related Elements  ist eine seit 1976 erscheinende Peer-Review-Fachzeitschrift, die Kurzmitteilungen, Originalarbeiten und Übersichtsartikel aus dem Gebiet der Heteroatomchemie veröffentlicht. Die Veröffentlichungen in der Zeitschrift beziehen sich auf folgende Themen:  Bioorganik, Bioanorganik, Heterocyclenchemie, Polymerchemie, Theoretische Chemie, Strukturchemie, Katalyse und Spektroskopie von Verbindungen mit Elementen der zweiten Periode des Periodensystems und anderen Heteroatomen. Schwerpunkte sind die Chemie des Phophors, des Schwefels und des Siliciums einschließlich der darunter stehenden schwereren Elemente.  
Die Zeitschrift wird vom Verlag Taylor & Francis herausgegeben und hatte 2019 einen Impact Factor von 1,046. Herausgeber der Zeitschrift ist Martin D. Rudd. Die Zeitschrift bietet eine Open-Access-Option an (Goldener Weg).  
Von 1976 bis 1988 erschien diese Zeitschrift unter dem Namen "Phosphorus and Sulfur and the Related Elements". 1989 wurde sie umbenannt in "Phosphorus, Sulfur, and Silicon and the Related Elements".